# Memecylon plebejum
Memecylon plebejum är en tvåhjärtbladig växtart som beskrevs av Wilhelm Sulpiz Kurz. Memecylon plebejum ingår i släktet Memecylon och familjen Melastomataceae. Inga underarter finns listade i Catalogue of Life.